# Aladino Divani
Aladino Divani (Castelnuovo di Garfagnana, 20 de abril de 1878-São Paulo, 6 de junho de 1928), fue un pintor, diseñador, restaurador y profesor italo-brasilero.
Cuando aún era niño, sus padres emigran hacia Brasil, estableciéndose la familia en San Pablo, a la edad de quince años regresa a Italia con el fin de estudiar pintura en el Instituto de Belas Artes de Florencia y en Real Instituto de Passaglia, en Lucca. De regreso a Brasil tres años más tarde, comienza a trabajar como diseñador en la Compañía Weisflog, desempeñándose como profesor de perspectiva y pintura en el Liceo de Artes y Oficios de San Pablo. Alternaría estas actividades con la pintura mostrando preferencia por paisajes pintorescos de la ciudad y sus arrabales.
En 1913 pintó en el Teatro de Río Claro el salón de entrada, la fachada y telón con A descuberta do Brasil.
Otras trabajos destacados serían la decoración de la capilla del Instituto da Divina Providência 1921; de restauración, como los cuadros de la Igreja do Carmo 1924; aportó el diseño a los vitrales para la Vidraria Santa Marina; y pintó, los medallones de la escalera interior del Museo Ipiranga (Museu Paulista actualmente).
Fue uno de los artistas precursores en el empleo de técnicas como aguafuerte y litografía en Brasil.

## Exposiciones
- Exposição Geral de Belas Artes (1916 : Rio de Janeiro, RJ)
- Salão de Belas Artes Muse Italiche (1928 : São Paulo, SP)
- Divani e Norfini (1981 : São Paulo, SP) Museu Lasar Segall
- Pintores Italianos no Brasil (1982 : São Paulo, SP) Museu de Arte Moderna de São Paulo (MAM/SP)
- Tradição e Ruptura: síntese de arte e cultura brasileiras (1984 : São Paulo, SP) Fundação Bienal (São Paulo, SP)